# Gaussovo–Krügerovo zobrazení
Gaussovo–Krügerovo zobrazení je označováno jako konformní (úhlojevné) válcové zobrazení v transverzální (příčné) poloze. Mnoho států Evropy, jako například Německo, Rusko, Rakousko nebo státy bývalé Varšavské smlouvy, používalo toto zobrazení převážně na vojenských topografických mapách. Dnes je modifikace Gaussova–Krügerova zobrazení (UTM) oficiálním zobrazením používaným pro konstrukci vojenských map členských států NATO.

## Historie a vývoj
Autorem Gaussova zobrazení je Carl Friedrich Gauss, německý matematik, fyzik, astronom a geodet. V období mezi lety 1820 až 1830 se Gauss aktivně podílel na triangulaci Hannoverského království. Pro tu použil elipsoidní transverzální Mercatorovo zobrazení, které bylo délkojevné podél centrálního poledníku. Jednalo se o jeho vlastní modifikaci Mercatorova zobrazení. Nicméně Gauss své výsledky nikde nepublikoval, a když v roce 1855 zemřel, společně s ním také zmizely matematické základy jím odvozeného zobrazení.
V roce 1866 se v knize Projection methods of Hannover land surveying Oskara Schreibera objevují opět zmínky o původním Gaussově zobrazení. Daleko podrobněji propracovanou teorii představil až v roce 1912 ve své knize Conformal mapping of the earth ellipsoid to the plane německý geodet Johann Heinrich Louis Krüger. V této knize Krüger studoval a doplnil Gaussovo zobrazení a od té doby je známo jako Gaussovo–Krügerovo zobrazení a bylo používáno v mnoha zemích. Pro vhodnější použití Gaussova–Krügerova zobrazení navrhl v roce 1919 německý učenec Boaga rozdělit projekci na poledníkové pásy 3° široké s počátkem od Greenwiche.

## Charakteristika zobrazení

### Zařazení zobrazení
Gaussovo–Krügerovo zobrazení patří do skupiny tzv. geodetických zobrazení. Jako geodetická zobrazení se označují taková zobrazení, která slouží pro geodetické účely a mapování velkých měřítek. Tato zobrazení jsou v zásadě konformní a pracuje se s nimi převážně na elipsoidu. Z dalších zobrazení, patřících mezi geodetické, jde zmínit např. Křovákovo zobrazení nebo zobrazení UTM. U geodetických zobrazení dochází ke zvláštnostem u označování souřadnic, ty jsou následující:
1. {\displaystyle x} má význam {\displaystyle y} a {\displaystyle y} má význam {\displaystyle x},
2. hodnoty vycházejí v měřítku 1 : 1.

### Charakteristika
Gaussovo–Krügerovo zobrazení lze označit jako konformní válcové příčné zobrazení elipsoidu do roviny bez použití referenční koule. V Československu bylo zavedeno v r. 1952 pro Topografickou mapu generálního štábu ČSA. Zobrazení je jednotné pro státy bývalé Varšavské smlouvy, proto se používá Krasovského elipsoid.
Zobrazované území se rozdělí na sférické dvojúhelníky, které vytvoří protáhlé pásy. Každý pás má svůj střední poledník a zároveň je každý pás zobrazen na válcové ploše, dotýkající se daného středního poledníku (proto se lze setkat s pojmem mnohoválcové zobrazení, tedy zobrazení určené pro glóbusové pásy). Tento střední poledník se zobrazí do roviny nezkreslený, přímý a je volen za osu {\displaystyle X} pravoúhlých souřadnic. Poledníkové pásy jsou rozděleny po 6° nebo 3° zeměpisné délky. Tedy každý pás má rozdíl v zeměpisné délce hraničních poledníků {\displaystyle \Delta \lambda =6^{\circ }}, resp. {\displaystyle \Delta \lambda =3^{\circ }}. Střední poledník pásu je u 6° pásů vždy vzdálený 3°, 9°, 15° atd. od Greenwiche (u 3° pásů potom 3°, 6°, 9° atd.). Délkové zkreslení dosahuje maximální hodnoty na okraji pásu, a to 0,57 m/km u 6° pásu a 0,14 m/km u 3° pásu.
Zeměpisná síť má přímkové obrazy základního poledníku (délkojevný) a rovníku (není délkojevný). Obrazy poledníků jsou sinusoidy, uvnitř pásu je však lze nahradit přímkami. Dělení pro stupně zeměpisné šířky je lineární. Rovnoběžky se zobrazují jako paraboly, uvnitř pásu se mohou nahradit kružnicemi o poloměru {\displaystyle \varrho ={\frac {N}{m}}\cdot \cot \varphi } ({\displaystyle m} je jmenovatel měřítka mapy). Dělení pro stupně zeměpisné délky není lineární.
Pomocí rozdělení na poledníkové pásy se dá zobrazit celý svět. Každý pás má své číslo v pořadí od pásu č. 1, který se nachází na 180°. Pokud tedy máme svět rozdělený na 6° pásy, celý svět je zobrazen na 60 pásech. Ze 6° pásů připadají na území Česka pásy číslo 33 a 34 (podle mezinárodní mapy světa 1 : 1 000 000), resp. číslo 3 a 4 (podle regionálního číslování), se základními poledníky 15° a 21° východně od Greenwiche. Ze 3° pásů zasahují na území Česka pásy 4 až 6 se základními poledníky 12°, 15° a 18° východní délky.

### Zobrazovací rovnice
Zobrazovací rovnice udávají pravoúhlé souřadnice {\displaystyle x}, {\displaystyle y}, přičemž {\displaystyle x} je vzdálenost od obrazu rovníku a {\displaystyle y} vzdálenost od základního poledníku pásu. Nabývá hodnot kladných i záporných.
Zobrazovací rovnice pro {\displaystyle x}:
{\displaystyle x=X_{\varphi }+N\cdot \sin \varphi \cdot \cos \varphi \cdot {\frac {arc^{2}\Delta \lambda }{2}}-k}
kde {\displaystyle X_{\varphi }} je délka poledníkového oblouku od rovníku po {\displaystyle \varphi } a {\displaystyle N} je příčný poloměr křivosti elipsoidu v dané zeměpisné šířce.
Zobrazovací rovnice pro {\displaystyle y}:
{\displaystyle y=N\cdot \cos \varphi \cdot arc\Delta \lambda +N\cdot \cos ^{3}\varphi \cdot {\biggl (}1-\tan ^{2}\varphi +\cos ^{2}\varphi \cdot {\frac {a^{2}-b^{2}}{b^{2}}}{\biggr )}\cdot {\frac {arc^{3}\Delta \lambda }{6}}-p}
kde první člen udává délku rovnoběžkového oblouku a {\displaystyle N} je opět příčný poloměr křivosti elipsoidu v dané zeměpisné šířce. 

### Dělení na pásy

Celý svět v Gaussově–Krügerově zobrazení rozdělen na 6° poledníkové pásy.

V Gaussově–Krügerově zobrazení se kromě nezkresleného centrálního poledníku délkové zkreslení zvyšuje se vzdáleností od centrálního poledníku. Ve větších vzdálenostech pak dochází k velmi velkému zkreslení. Právě z toho důvodu je projekce dělena na poledníkové pásy, protože spolehlivě omezuje jinak velký vliv délkového zkreslení a může být obstojně zobrazen klidně celý svět. Logicky tedy vyplývá, že čím více pásů rozděluje dané území, tím menší je celkové zkreslení délek.
Jednotlivé rozdělené pásy mají poté jedinečný souřadnicový systém, který má také jedinečný počátek. Můžeme si to představit jako dva body, které leží na obou stranách poledníku, který rozděluje jednotlivé pásy. Každý z těchto bodů leží v jiném pásu a má tedy jiný souřadnicový systém. Pokud máme území, které leží ve více než jednom pásu, je nutná transformace souřadnic na společný souřadnicový systém. Počátek souřadnic je v každém pásu na průniku centrálního poledníku (osa {\displaystyle X}) a rovníku (osa {\displaystyle Y}). Body na severní polokouli mají tedy souřadnice {\displaystyle x} kladné a na jižní polokouli záporné. Podobně je to se souřadnicemi {\displaystyle y}. Ty jsou východně od centrálního poledníku pásu kladné a západně záporné.

## Rozdíly se zobrazení UTM
UTM (Universal Transverze Mercator) je konformní válcové zobrazení v příčné poloze, užívané na vojenských mapách USA a NATO. Zobrazení UTM se oproti Gaussově–Krügerově liší ve dvou bodech:
1. používá elipsoid WGS84,
2. pro lepší rozdělení zkreslení nejsou základní poledníky pásů zobrazeny délkojevně, ale jsou 1,0004krát zkrácené.

## Souřadnicový systém S-42
Systém 1942 (S-42) byl použit poprvé pro vojenské topografické mapy po roce 1953 a je využíván ve vojenském sektoru. Název vyjadřuje napojení astronomicko-geodetické sítě bývalého Československa po začlenění do Varšavské smlouvy na společně vyrovnanou síť, jejímž základem byla síť Sovětského svazu vyrovnaná v roce 1942. Pro souřadnicový systém S-42 bylo použito právě Gaussovo–Krügerovo zobrazení poledníkových pásů na Krasovského elipsoidu. Časem se Krasovského elipsoid vyčlenil pouze pro vojenské topografické mapy, zatímco civilní sféra přešla opět na S-JTSK.
Území České republiky spadá do 3. a 4. poledníkového pásu se základními poledníky 15° a 21°. Aby se poznalo, ve kterém pásu leží uvažovaný bod, připočte se k souřadnici {\displaystyle y} hodnota vytvořená z čísla pásu počítaného od greenwichského poledníku vynásobená hodnotou 106 (pro jednoduchost se přidá číslo pásu před číselnou hodnotu souřadnice {\displaystyle y}).
Z praktických důvodů se počátek každé soustavy posunuje po ose {\displaystyle Y} o 500 km na západ, a tak všechny body severně od rovníku budou mít obě souřadnice kladné. V 3. 6° pásu (počítáno od Greenwiche) bude tedy pro každý bod souřadnice {\displaystyle y} zvětšena o hodnotu 3 500 000 metrů.